# Abraham i trzej aniołowie (obraz Bartolomé Estebana Murilla)
Abraham i trzej aniołowie (hiszp. Abraham y los tres Ángeles) – powstały w 2. poł. XVII w. obraz autorstwa hiszpańskiego barokowego malarza Bartolomé Estebana Murilla.
Znajduje się w zbiorach National Gallery of Art w Ottawie.

## Historia
Dzieło jest jednym z ośmiu obrazów, które Murillo namalował na zamówienie zajmującego się dobroczynnością Bractwa Miłosierdzia z Sewilli (hiszp. La Hermandad de la Caridad de Sevilla). Historycy sztuki uważają je za najlepsze dzieła mistrza, w których najlepiej ujawnił się kunszt jego pędzla. Z całej serii tylko cztery zachowały się w Hiszpanii: Cud chlebów i ryb, Mojżesz na skale Horebu, Święta Elżbieta Węgierska oraz Święty Jan Boży. Pozostałe, wywiezione przez wojska napoleońskie w 1810, ostatecznie trafiły do kilku dużych muzeów na świecie: Londynu (Uzdrowienie paralityka, National Gallery), Waszyngtonu (Powrót syna marnotrawnego, National Gallery of Art) i Petersburga (Uwolnienie św. Piotra Apostoła, Ermitaż). Obraz Abraham i trzej aniołowie ostatecznie znalazł się w zbiorach wspomnianej już National Gallery of Art w Kanadzie, dokąd trafił z Londynu w 1948.

## Opis
Artysta przedstawił znaną ze Starego Testamentu opowieść o tajemniczej wizycie trzech aniołów/mężów, którą złożyli patriarsze Abrahamowi. Według Księgi Rodzaju był to sam Bóg, który pod postacią mężów postanowił nawiedzić namiot protoplasty Narodu Wybranego i zapowiedzieć cudowne poczęcie Izaaka.
Obraz zamówiło Bractwa Miłosierdzia z Sewilli. Jednym z jego celów była szeroko rozumiana i świadczona względem potrzebujących gościnność, której przykładem było zachowanie patriarchy Abrahama. Stąd tematyka dzieła. W teologii chrześcijańskiej wiąże się to także z zaczerpniętym z Listu do Hebrajczyków cytatem odwołującym się do przedstawionego na obrazie starotestamentalnego wydarzenia: „Nie zapominajcie o gościnności, gdyż przez nią niektórzy, nie wiedząc, aniołom, dali gościnę”.
Aniołowie Murilla są rzeczywiście mężami z krwi i kości, a nie aniołami, jak to jest w biblijnej sadze o Abrahamie. Każdy z nich ma strój w odmiennym kolorze. W rękach trzymają długie laski. Dwóch z nich patrzy na proszącego na klęczkach patriarchę. To nie oni proszą o gościnę, to mąż Boży zaprasza ich gestem swych rąk, by wstąpili w jego skromne progi. Jak każe biblijna konwencja, spotkanie ma miejsce pod dębem – Mamre. W tle widać solidny, duży dom. Abraham ubrany jest w czarne odzienie. Na głowie ma biały turban. Podobnie jak aniołowie patriarcha ma na nogach sandały.